# آيرتون سينا
آيرتون سينا (21 مارس 1960 - 1 مايو 1994) هو سائق سيارات سباق برازيلي الجنسية. أحرز بطولة العالم للفورميلا وان ثلاث مرات لصالح فريق مكلارين في أعوام 1988 و1990 و1991. ينظر اليه باعتباره أحد اعظم سائقى فورميولا1 في التاريخ. توفى آيرتون سينا بعد حادث مروع حين كان يحتل المركز الأول في سباق الجائزة الكبرى في سان مارينو في إيطاليا لصالح فريق ويليامز في عام 1994.
بدأ سينا مسيرته المهنيه في رياضة الكارتينج ثم انتقل إلى سباقات العجلات المفتوحه في عام 1981. فاز سينا ببطولة الفورمولا 3 البريطانيه عام 1983. كان أول ظهور له في الفورمولا وان مع فريق تولمان-هارت عام 1984 قبل أن ينتقل إلى فريق تحالف لوتس-رينو السنه التاليه حيث فاز ب 6 سباقات في المواسم الثلاثة التاليه. في عام 1988 انضم سينا إلى الفرنسى آلان بروست في فريق مكلارين-هوندا. في الموسم الأول لهما معاً، فاز الثنائى بكل سباقات الموسم عدا سباق واحد فقط من أصل 16 سباقا وقد فاز بعدها سينا بلقبه الأول كبطل للعالم في هذا الموسم.حقق بروست اللقب في عام 1989 ثم حقق سينا لقبيه الثانى والثالث في أعوام 1990 و 1991. في عام 1992 بدأ تحالف ويليامز-رينو بالسيطرة على الفورمولا وان. رغم ذلك نجح سينا في انهاء موسم 1993 في المركز الثانى حيث فاز بخمسة سباقات وبدأ مفاوضات الانضمام إلى ويليامز في 1994.
وقد اشتهر بظهور مهارته وراء عجلة القيادة في الاجواء الماطرة ففي عام 1993 اقيم سباق في حلبة دونينجتون بارك فكان مركز انطلاق ايرتون عند البداية هو المركز الخامس فبفضل مهارته احتل المركز الأول فبل نهاية أول لفة من السباق. توفي إثر حادث اصطدام سيارته أثناء استحواذه على المركز الأول في سباق الجائزة الكبرى بسان مارينو عام 1994. وذلك بعد ارتطامه بالحائط وتحطم سيارته وتعرضه لاصابات بليغة برأسه، وكان آخر من لقي مصرعه في حادث اصطدام فورميولا1 حتى وفاة جول بيانكي في يوليو 2015 بعد حادث سباق جائزة اليابان الكبرى في أكتوبر 2014.
أجريت له مراسم دفن مهيبة في البرازيل وأعلن الحداد ثلاثة أيام حزناً على وفاته.
توفي عن عمر يناهز 33

وقد تم تأبين شعار له في قوقل يوم 21 مارس 2014.

## روابط خارجية
- آيرتون سينا على موقع IMDb (الإنجليزية)
- آيرتون سينا على موقع الموسوعة البريطانية (الإنجليزية)
- آيرتون سينا على موقع ميوزك برينز (الإنجليزية)
- آيرتون سينا على موقع إن إن دي بي (الإنجليزية)
- آيرتون سينا على موقع ديسكوغز (الإنجليزية)
- آيرتون سينا على موقع قاعدة بيانات الفيلم (الإنجليزية)
- آيرتون سينا على موقع Racing-Reference.info (الإنجليزية)
- آيرتون سينا على موقع DriverDB.com (الإنجليزية)